# Parafia św. Jana Pawła II w Radzyminie
Parafia świętego Jana Pawła II w Radzyminie – parafia rzymskokatolicka należąca do dekanatu radzymińskiego, diecezji warszawsko-praskiej, metropolii warszawskiej Kościoła katolickiego. 
Parafia erygowana 27 kwietnia 2011 przez biskupa diecezjalnego warszawsko-praskiego, arcybiskupa Henryka Hosera. Mieści się przy ulicy Słowackiego. Jest to pierwsza parafia pod tym wezwaniem w diecezji.

## Zasięg parafii
Do parafii należą wierni z następujących miejscowości: Ciemne, Dybów-Kolonia, Emilianów, Radzymin (część), Rżyska (nry 56-68), Stary Janków, Wiktorów